# Stefan Knittler
Stefan Knittler (* 13. Juli 1967 in Köln) ist ein deutscher Sänger, Musiker und Komponist aus Köln. Er lebt mit seiner Familie im Kölner Stadtteil Rodenkirchen.

## Leben
Stefan Knittler ist geboren und aufgewachsen in Köln. Sein Vater Herbert Knittler war Mundartautor. Als Schlagzeuger gehörte Stefan Knittler der Kölner Band Bagdad Babies an, die von 1988 bis 1992 existierte.
Als Mitglied der Mitsinginitiative „Loss mer singe“ komponierte Knittler 2006 für sich und seine Freunde ein Lied, das das besondere Gefühl bei den Mitsingabenden beschreiben sollte, Kumm, loss mer singe, das seinen Weg auf diverse Sampler machte.
Im Jahr 2007 nahm ihn die in Köln beheimatete Musikfirma EMI Music Germany auf ihrem Kölner Mundart Musik-Label Rhingtön unter Vertrag. 2007 erschien dort die erste Single Do und ich. Im Jahr 2008 folgte die erste Album-Veröffentlichung jetzt unter dem Bandnamen Knittler. Das Album De eezte! beinhaltete neben Kumm, loss mer singe und Do und ich auch eine Coverversion des R.E.M.-Hits Shiny Happy People, bei Knittler mit der Genehmigung des Musikverlages von R.E.M. umgetextet auf Jot jelaunte Minsche.
Von Anfang an waren Cover-Versionen internationaler Welthits immer Teil seines Live-Programms und seit 2010 wurde daraus die Show P/op Kölsch.
Knittler spielt auch weihnachtliche Musik-Programme an unterschiedlichen Orten wie z. B. auf einer Bühne des Kölner Weihnachtsmarktes am Kölner Dom. 2009 erschien der Titel Met nem Schlitte durch Kölle auf der CD Xmas op Kölsch.
Mit Knittler Zwo folgte 2010 das nächste Album. Musikalisch reicht das Spektrum von Irish-Folk angehauchten Songs wie Su jung wie Hück über klassischen Pop bis hin zu Liebesliedern wie Wenn et Naach weed. Auch hier war mit Wat wenn Jott uss Kölle köm wieder eine kölsche Cover-Version eines Welthits (diesmal Joan Osbornes One of us) enthalten.
2012 war Knittler Duett-Partner bei dem Song Eijentlich der Kölner Musikgruppe Imis, deren Sängerin und Frontfrau Comedian Carolin Kebekus war. 2014 erschien die Compilation Kölsche Weihnacht 14 und enthielt mit Himmel un Ääd wieder einen Weihnachts-Titel von Stefan Knittler.
Im Jahr 2015  textete Kittler den Klassiker von The Hooters Karla with A K auf Kölle ich vermiss dich um und konnte dafür ein persönliches Lob von Hooters-Sänger und Autor Eric Bazilian in Empfang nehmen, als er diesem bei einem Kölner Konzert der Hooters begegnete. 2019 veröffentlichte Stefan Knittler seine kölsche Version des Leonard-Cohen-Klassikers Hallelujah, den neuen Song Doch wenn do wills und erstellte die CD-Kompilation Jesök un Jefunge. Im selben Jahr kamen über 800 Leute ins ausverkaufte Kölner Gloria-Theater, um dort einen Abend mit „Welthits op Kölsch“ zu erleben. Musikalische Gäste waren unter anderem Henning Krautmacher, Anke Engelke, Carolin Kebekus, Purple Schulz, Peter Brings und  Kasalla.
Im Jahr 2020 veröffentlichte Knittler eine autorisierte kölsche Version des englischen Hits Wonderful life von Black, bei ihm umgetextet in Et Levve es schön. Im selben Jahr folgte ein komplettes Album mit Welthits auf Kölsch. KNITTLER spielt P/op KÖLSCH enthält kölsche Cover-Versionen von Pop- und Rock-Welthits mit der offiziellen Autorisierung von The Police, The Bangles, Nik Kershaw, Bette Midler und vielen anderen. Im Februar 2021 veröffentlichte er eine Version des Wellermann-Songs von Nathan Evans als Wenn Fastelovend es (Wellermann), mit textlichen Bezug zur pandemie-bedingt ausgefallenen Karnevals-Session 2021.
Zusammen mit dem Journalisten, Autor und Musiker Helmut Frangenberg startete Stefan Knittler im Mai 2021 den Podcast „Wat es?“ unter dem Motto „Der Podcast mit Kölsch und über Musik“ mit launigen Plaudereien über die Kölner Mundart-Musikszene und mit von Folge zu Folge wechselnden Gästen. Im November 2021 erschien dann mit „Et Levve meint et jot mit mir“ nach mehrjähriger Pause als Songschreiber erstmals wieder eine Eigenkomposition seiner Band KNITTLER.
Ende 2022 erschien das Album „P/op KÖLSCH Weihnachten“ mit eigenen Titeln, aber auch vielen weihnachtlichen Klassikern in Kölschem Dialekt sowie in deutscher und englischer Sprache.

## Diskografie
- 2006: Kumm, loss mer singe (Single)
- 2007: Do und ich (Single)
- 2008: De eezte! (Album)
- 2010: Knittler Zwo (Album)
- 2015: Kölle ich vermiss dich (Single)
- 2019: Jesök un Jefunge (Album)
- 2020: Et Levve es schön (Single)
- 2020: Knittler spielt P/op KÖLSCH (Album)
- 2021: Wenn Fastelovend es (Wellerman) (Single)
- 2021: Et Levve meint et jot mit mir (Single)
- 2022: P/op KÖLSCH Weihnachten (Album)